# Весілля (фільм, 1972)
«Весілля» (пол. Wesele) — фільм польського режисера Анджея Вайди. Екранізація символічної драми Станіслава Виспянського, написаної в 1901 році.

## Сюжет
Поет-дворянин одружується із селянкою. Весілля починають відзначати у місті, а потім святкування триває у заміському маєтку, де дворянство поєднується з селянами. Гості розважаються, як можуть, поступово напиваючись, і по ходу бенкету їх починають відвідувати вже не сусіди, а примари з польського минулого. Один із них вручає присутнім золотий ріг, який має розбудити весь народ на боротьбу за свободу, і селянське військо збирається, примушуючи до рішучості розгублених інтелектуалів та богему. Однак у вирішальну мить немає рогу, щоб протрубити початок повстання.
Поет-дворянин одружується з селянкою. Весілля починають святкувати в місті, а потім святкування триває в заміському маєтку, де дворянство змішується з селянами. Гості розважаються, як можуть, поступово напиваючись, і по ходу бенкету їх починають відвідувати вже не сусіди, а привиди з польського минулого. Один із них вручає присутнім золотий ріг, що має розбудити весь народ на боротьбу за волю, — і селянське військо збирається, примушуючи до рішучості розгублених інтелектуалів і богему. Однак у вирішальну мить немає рога, щоб протрубити початок повстання.

## В ролях
- Даніель Ольбрихський — Наречений
- Ева Зентек — Наречена
- Марек Вальчевський — Господар
- Анджей Лапіцький — Поет
- Казімєж Опалінський — Батько
- Францішек Печка — Чепець
- Хенрік Боровський — Дід
- Майя Коморовська — Рахіль
- Габріела Ковнацька — Зося
- Божена Дикель — Кася
- Мечислав Стоор — Войтек
- Барбара Вжесинська — Марина
- Ольгерд Лукашевич — Привид
- Чеслав Воллейко — Гетьман
- Віргіліуш Гринь — Якуб Шеля
- Анджей Щепковський — Ніс
- Чеслав Немен — Голос солом'яного снопа
- Войцех Пшоняк — Журналіст
- Мечислав Чехович — Ксьондз
- Емілія Краківська — Марися, сестра нареченої
- Марек Перепечко — Ясек
- Малгожата Лерентович-Янчар

## Знімальна група
- Режисер — Анджей Вайда
- Сценарій — Анджей Київський
- Оператор — Вітольд Собочинський
- Композитор — Станіслав Радван, Чеслав Немен.
- Художник — Тадеуш Вибулт